# QianWei-2
Die QianWei-2 (kurz: QW-2 oder Exportname Vanguard 2) ist ein chinesisches Kurzstrecken-Boden-Luft-Lenkwaffensystem. Es kann sowohl schultergestützt als auch auf Fahrzeugen installiert eingesetzt werden und dient zur Bekämpfung von Hubschraubern und Kampfflugzeugen in niedriger Flughöhe.

## Beschreibung
Die Flugabwehrrakete wurde 1998 auf einer Flugschau vorgestellt. Die QW-2 wurde von CASIC 119 (Shenyang Hangtian Xinle Ltd.) entwickelt, ist im Wesentlichen eine Kopie der russischen 9K310 Igla-1 und wurde mittels Reverse Engineering entwickelt. Sie stellt das Nachfolgesystem zur QianWei-1 dar. Im Grunde wurde die minimale Einsatzhöhe von 30 m auf 10 m reduziert und die maximale Reichweite von 5 km auf 6 km gesteigert. Die Reaktionszeit wurde auf unter fünf Sekunden verringert. Die QW-2 verfügt über einen passiven Dual-Band-Infrarotsuchkopf, der nicht nur gegen Flares weitgehend resistent ist, sondern auch gegen Sonnen- und Bodenwärme. Die Waffe ist bei Außentemperaturen zwischen −40 und +55 Grad Celsius einsetzbar.

## Verbreitung
- Bangladesch – 69 Startgeräte[2]
- Volksrepublik China – unbekannte Anzahl

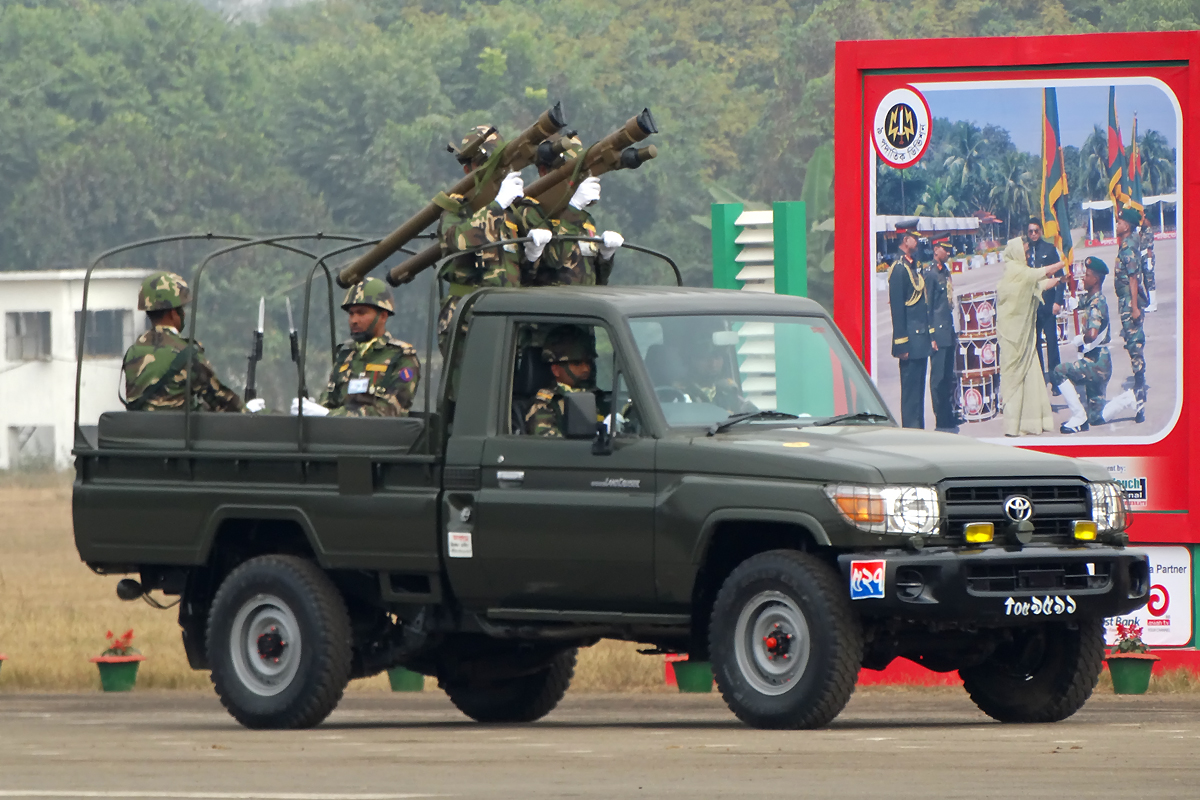
2 QW-2 der bangladeschischen Armee

- Pakistan – Lizenzproduktion unter der Bezeichnung Anza MK-3
- Sudan – unbekannte Anzahl[2]
- Turkmenistan – 50 Startgeräte[2]